# Joachim Bernhard von Kyaw
Joachim Bernhard von Kyaw († 11. Juli 1731 auf Schloss Lohsa) war kursächsischer Generalmajor. Er war Herr auf Lohsa, Laske und Mortka.

## Herkunft
Seine Eltern waren Heinrich Adolf von Kyaw (* Juni 1615; † 25. November 1677) und dessen erste Ehefrau Elisabeth Dorothea von Rohr. Der Generalleutnant Friedrich Wilhelm von Kyaw (1654–1733) war sein Bruder. Die Brüder erhielten am 2. Juli 1712 den ungarischen Freiherrenstand.

## Leben
Er kam 1680 als einfacher Pikenier in die Kompanie des Hauptmanns Sebottendorf. Bereits 1681 wurde er Gefreiter und 1682 Korporal. Im Jahr 1684 war dann Fourier in der ersten Kompanie des kursächsischen Leibregiments zu Fuß unter Georg Abraham von Kyaw. Als sein Vetter Ernst Ferdinand von Kyaw 1689 bei der Belagerung von Bonn fällt, übernimmt er dessen Stelle als Leutnant. Er stieg schnell weiter auf und war bereits 1705 Oberst der Trabantengarde zu Roß und kam 1708 zur Garde du Corps. 1709 wurde er dort Brigadier und sollte ein neues Regiment in Litauen werben, was aber misslang. Er war aber bereits krank und erhielt daher 1710 das Kommando über ein Kreisregiment in der Oberlausitz. 1712 ist er Oberst der Landmiliz, als die Truppe vom General Seyffertitz gemustert wurde. Als die Landmiliz wieder aufgelöst wurde, erhielt auch Kyaw seinen Abschied und zog sich endgültig auf sein Schloss Lohsa zurück.
Am 21. Oktober 1729 besuchte der sächsisch-polnische Kurfürst-König August der Starke den Oberst auf dem Schloss Lohsa. Am 22. Oktober 1729 ernannt ihn der König noch zum Generalmajor. Kyaw starb am 11. Juli 1731.

## Familie
Kyaw heiratete 1703 Erdmuthe Dorothea von Schönberg († 27. Oktober 1729) aus dem Haus Lohsa. Das Paar hatte vier Kinder:
- Heinrich Bernhard (* 25. April 1705; † 1. November 1708), ertrunken im Burggraben
- Erdmuthe Dorothea (* 16. April 1709; † 21. August 1710)
- Bernhard Adolph (* 8. November 1714; † 23. August 1717)
- Friedrich Wilhelm (* 22. Januar 1708; † 30. März 1759), preußischer Generalleutnant ⚭ Helene von Sobeck († 1781)